# Grzęda (geomorfologia)

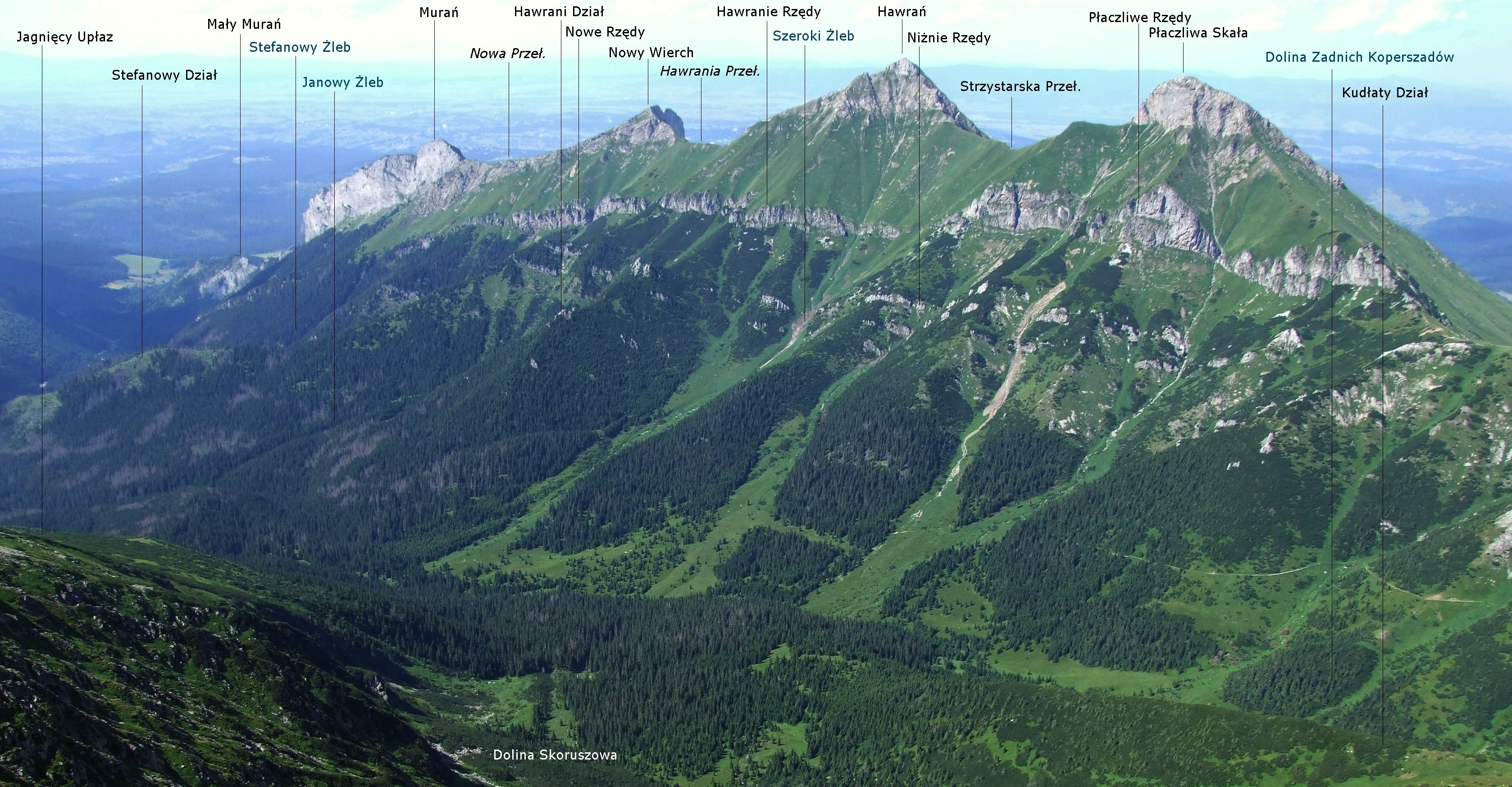
Grzędy na południowych stokach Tatr Bielskich

Grzęda  – w geomorfologii jest to wypukła forma ukształtowania terenu, podłużna, rozłożysta formacja na zboczu, stoku lub ścianie. Grzęda przebiega z góry na dół, często obok równolegle do niej biegnących zagłębień terenu (rynien, żlebów, depresji itp.).
Grzędą nazywa się także silnie wydłużone wzgórze o słabo rozciętych stokach i spłaszczonej wierzchowinie. Najczęściej mówi się o grzędach, gdy tego rodzaju formy występują obok siebie równolegle.